# Saturn Award de la meilleure série télévisée d'animation
Le Saturn Award de la meilleure série télévisée animée (Saturn Award for Best Animated Series on Television) est une récompense télévisuelle décernée chaque année depuis 2017 par l'Académie des films de science-fiction, fantasy et horreur (Academy of Science Fiction Fantasy & Horror Films).

## Palmarès

### Années 2010
- 2017 : Star Wars Rebels
  - BoJack Horseman
  - Les Griffin (Family Guy)
  - Le Petit Prince (The Little Prince)
  - Les Simpson
  - Chasseurs de trolls (Trollhunters)
  - Teen Titans Go!
- 2018 : Star Wars Rebels
  - Archer
  - BoJack Horseman
  - Tempête de boulettes géantes
  - Les Griffin
  - Rick et Morty
  - Les Simpson
- 2019[1] : Star Wars Resistance
  - Archer
  - La Bande à Picsou
  - Les Griffin
  - Les Simpson

### Années 2020
- 2021 : Star Wars: The Clone Wars
  - BoJack Horseman
  - Les Griffin
  - Primal
  - Rick et Morty
  - Les Simpson

Meilleure série télévisée animée en streaming
- 2022 : Star Wars: The Bad Batch
  - Arcane
  - Blade Runner: Black Lotus
  - The Boys présentent : Les Diaboliques
  - Invincible
  - Star Trek: Lower Decks
  - What If...?